# 日本都市ファンド投資法人
日本都市ファンド投資法人（にほんとしファンド）は、東京都千代田区にある投資法人である。東証上場（J-REIT）。旧日本リテールファンド投資法人。

## 概要
資産運用会社は、コールバーグ・クラビス・ロバーツ（KKR）出資のKJRマネジメントである。
三菱商事とUBS Asset Management AGとの共同出資の三菱商事・ユービーエス・リアルティ（現 KJRマネジメント）により設立され、2002年（平成14年）3月12日に初の商業施設特化型リート「日本リテールファンド投資法人」として上場した。
当初は、三菱商事との関連の深いイオングループのショッピングセンターを中心に資産運用を行い、それがイオングループの資産のオフバランス化などの効率的な資産運用や資金調達につながり、急速な店舗展開を後押しする形となっていた。現在はイオンショッピングセンターやイオンモール（特にイオンと三菱商事の共同出資事業である旧 ダイヤモンドシティの店舗）の一部の資産を保有・運用している。単なるイオングループの支援を目的と見られることを避けるため、あえて競合するイトーヨーカ堂系の物件も取得している。しかし、それらは系列のダイヤモンドシティに委託していた（イオンモールとの合併決定まで）。かつ、それ以外の投資傾向を見ても、過去に存在した髙島屋のグループ企業と共同運営していた福岡市の物件などの例外はあるものの、ならファミリー（近鉄百貨店とダイヤモンドシティとの合弁、現在は近鉄百貨店が営業を継続するも資本的には撤退）やイオンタウンなどを含め圧倒的にイオングループ向けの比率が高かったため、リスク分散の面でこの点が問題視されることもあった。
2021年（令和3年）3月1日に、MCUBS MidCity投資法人を吸収合併したことで資産規模は1兆円を超えた。また、合併に伴い「日本都市ファンド投資法人」に商号変更した。
2022年（令和4年）4月28日には、スポンサーがKKRに交代となり、資産運用会社の名称は「三菱商事・ユービーエス・リアルティ」（MCUBS）から「KJRマネジメント」に変更となった。

## 沿革
- 2001年（平成13年）9月14日 - 日本リテールファンド投資法人として設立
- 2002年（平成14年）3月12日 - 東京証券取引所に上場
- 2010年（平成22年）3月1日 - ラサール ジャパン投資法人を吸収合併
- 2021年（令和3年）3月1日 - MCUBS MidCity投資法人を吸収合併、日本都市ファンド投資法人に商号変更[5]
- 2022年（令和4年）4月28日 - 資産運用会社の株式がKKRに譲渡され、同社の商号が「三菱商事・ユービーエス・リアルティ」（MCUBS）から「KJRマネジメント」変更。

## 主要物件
旧日本リテールファンド投資法人保有物件
- イオンモール札幌発寒（旧：イオン札幌発寒ショッピングセンター）
- イオンモール札幌苗穂（旧：イオン札幌苗穂ショッピングセンター）
- イオン板橋ショッピングセンター（旧：板橋サティ）
- 西友ひばりヶ丘店
- イオンモールむさし村山（旧：ダイヤモンドシティ・ミュー→イオンモールむさし村山ミュー）
- イオンモール大和（旧：イオン大和ショッピングセンター）
- mozoワンダーシティ（旧：イオンモール名古屋ワンダーシティ）
- イオンモール鶴見緑地（旧：ダイヤモンドシティ・リーファ→イオンモール鶴見リーファ）
- イオン高槻店（旧：ジャスコシティ高槻）
- 京都ファミリー
- ならファミリー（旧：奈良ファミリー）
- イオンスタイル大津京（旧：ジャスコシティ西大津→イオン西大津）
- イオンモール伊丹（旧：ダイヤモンドシティ・テラス→イオンモール伊丹テラス）
- イオンモール神戸北（旧：イオン神戸北ショッピングセンター）
- イオンモール東浦（旧：イオン東浦ショッピングセンター）
- イオン八事店（旧：ジャスコシティ八事）
- イオンタウン大垣（旧：ロックシティ大垣ショッピングセンター）
- イオン那覇ショッピングセンター
- ジャイル（旧：表参道ビブレ）
- エスパ川崎店・エスパ川崎アネックス
- あびこショッピングプラザ
- おやまゆうえんハーヴェストウォーク
- アリオ鳳
- JMFビル阿倍野01

旧MCUBS MidCity投資法人保有物件
- ツイン21
- MID今橋ビル
- 北浜MIDビル
- MID西本町ビル
- 肥後橋MIDビル
- 名古屋ルーセントタワー（匿名組合出資持分）

日本都市ファンド投資法人に改称後
- 日神プライベートレジリート投資法人の投資口
- フージャースプライベートリート投資法人の投資口[6]

### 売却済
- 岸和田カンカンベイサイドモール